# Pterodontia andina
Pterodontia andina är en tvåvingeart som beskrevs av Juan Brèthes 1910. Pterodontia andina ingår i släktet Pterodontia och familjen kulflugor. Inga underarter finns listade i Catalogue of Life.